# Sybra laetula
Sybra laetula là một loài bọ cánh cứng trong họ Cerambycidae.